# Zombie Revenge
Zombie Revenge är ett beat 'em up-spel som släpptes till arkadmaskin och Dreamcast 1999. Spelet är en spin-off till House of the dead-serien.